# БА-64
БА-64 е съветски лек брониран автомобил от Втората световна война.
Влиза на въоръжение през 1942 г. и е в употреба до 1960-те години. Производството приключва през 1946 г.
Базира се на многоцелевия джип ГАЗ-67 и е използван за разузнаване и лека огнева поддръжка. Произведени са над 9000 броя, около 8000 от които се използват в Червената армия, а останалите – от войските на НКВД.
Изнасян е за Югославия, Чехословакия, Полша, Китай и Северна Корея, последната от които е единствената страна, използваща варианти на машината в ХХІ век.

## Технически данни
- Тегло: 2,3 т
- Дължина: 3,66 м
- Ширина: 1,53 м
- Височина: 1,9 м
- Екипаж: 2 души
- Броня: 4 – 15 мм
- Въоръжение: една 7,62 мм картечница ДП (1260 патрона)
- Макс. скорост: 80 км/ч
- Мощност на двигателя: 50 к.с.
- Автономност: 540 км